# 東方日報
東方日報（とうほうにっぽう）とは、香港で発行される繁体字中国語の新聞である。香港の広東語新聞の中では発行部数は最大となっている。

## 特徴
オーソドックスなスタイルだが、敢えて特徴を挙げると競馬欄が充実している。また香港ではどこの新聞でもそうだが、広告スペースが記事の三倍以上あり、とりわけこの新聞の場合は量が多く、日本の新聞の倍以上つまり80ページはある。